# Anita (California)
Anita es un área no incorporada ubicada en el condado de Butte en el estado estadounidense de California.

## Geografía
Anita se encuentra ubicada en las coordenadas 39°48′39″N 121°58′42″O / 39.81083, -121.97833.